# Two Wells
Two Wells – miasto w Australii, w stanie Australia Południowa.